# 前九年合戰繪卷
《前九年合戰繪卷》（日语：／ Zenkunen Kassen Emaki */?）為描寫平安時代後期前九年之役前端的繪卷殘缺本。此卷作者未詳，依畫風判定應作於十四世紀初期、鎌倉時代。

## 歷史
十一世紀東北地方陸奧地方豪族安倍氏於其領地奧六郡（今岩手縣北上川流域）築城，怠繳貢賦與繇役，欲反抗大和朝廷、往衣川以南擴張。1051年（永承6年）陸奧守藤原登任奉命討懲，於鬼切部兵敗，由河内源氏的源賴義改任陸奧守。然翌年，為祈求後冷泉天皇祖母、上東門院早日病癒，朝廷大赦，安倍氏反逆之罪也受赦免。翌年（1053年）源賴義兼任鎮守府將軍。
1056年（天喜4年）陸奧守任期結束的賴義鎮守府（膽澤城）回國府（多賀城）路上於阿久利川畔紮營，獲部下藤原光貞和藤原元貞密報疑似安倍貞任（安倍頼時的長子）主導的夜襲，賴時代貞任向賴義出面否認此事，國府軍和安倍軍再度陷入對戰。而後又有安倍賴時的兩名女婿（隸屬賴義兵下）平永衡因通敵被判死、藤原經清離反安倍軍等衝突。
翌年（天喜5年）安倍頼時負傷而死，由長子貞任繼其位。同年冬天貞任於黃海（黄海の戦い）迎戰賴義所率的遠征，賴義軍大敗，安倍氏循勢往衣川以南拓張。
1062年（康平五年）7月，東北地方另一大豪族勢力—出羽國清原氏—接受賴義的參戰邀請，以清原武則為總大將；賴義由關東、東海、畿内增調兵力，將安倍軍退回衣川以北。9月，安倍氏主要據點厨川柵廚川柵（今岩手縣盛岡市）陷落,貞任重傷被捕、斬首，安倍氏滅亡。戰後賴義赴任陸奧守，清原氏稱霸奧羽，平家物語則有形容貞任之弟安倍宗任一行流放伊豫國（今愛媛縣內）之處。

## 描繪軍事

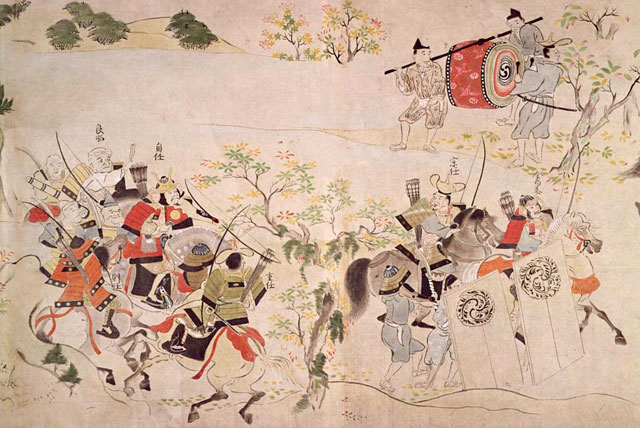
黃海之戰。（前九年合戰繪卷模本，東京國立博物館藏）
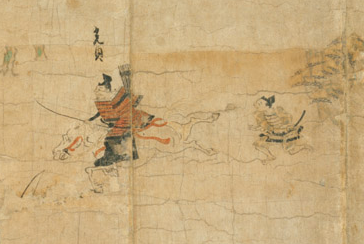
武士與足輕的主副關係

此卷可見中世紀日本軍事貴族的武士団傳統、廣義來說鎌倉幕府前武士在戰場上的姿態、笠懸的騎射傳統、太刀的描繪。

## 藝術特色

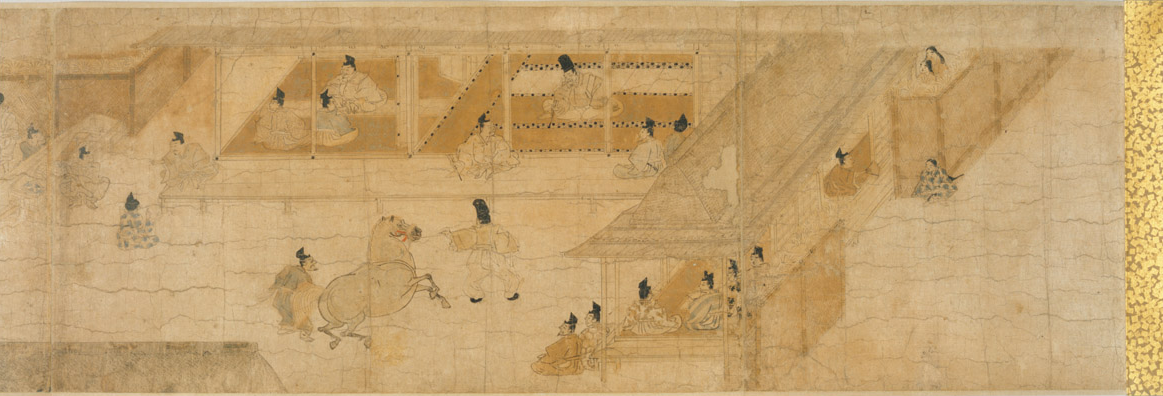
安倍賴時向源賴義進獻錢與馬匹

東京國立博物館所藏《前九年合戰繪卷》描繪的是安倍頼時向源賴義進獻錢與馬匹、安倍貞任騎馬舉軍配指揮士兵、藤原光貞謁見源賴義等場景。此卷注目之處為輕筆描繪、隨意的風格，與其他描繪前九年合戰繪圖相比特別明顯。

## 相同主題的其他作品
分別收藏於：
- 國立國會圖書館
- 静嘉堂文庫
- 東京岩崎
- 宫內廳
- 早稻田大學
- 東北大狩野文庫
- 米澤興讓神宮
- 勧修寺家（日语：勧修寺家）
- 溝口宗博

## 註腳
1. ↑  館蔵和古書目録データベース，日本古典籍総合目録データベース。